# Barkastaalvink
De barkastaalvink (Vidua larvaticola) is een vogel uit de familie van de Viduidae.

## Verspreiding en leefgebied
Deze soort komt voor in westelijk en centraal Afrika, met name van het zuidoosten van Senegal tot Kameroen, noordelijk Congo-Kinshasa, Soedan en westelijk Ethiopië.